# 1996 у Тернопільській області
| Роки в Тернопільській області 1920 • 1921 • 1922 • 1923 • 1924 • 1925 • 1926 • 1927 • 1928 • 1929 • 1930 • 1931 • 1932 • 1933 • 1934 • 1935 • 1936 • 1937 • 1938 • 1939 • 1940 • 1941 • 1942 • 1943 • 1944 • 1945 • 1946 • 1947 • 1948 • 1949 • 1950 • 1951 • 1952 • 1953 • 1954 • 1955 • 1956 • 1957 • 1958 • 1959 • 1960 • 1961 • 1962 • 1963 • 1964 • 1965 • 1966 • 1967 • 1968 • 1969 • 1970 • 1971 • 1972 • 1973 • 1974 • 1975 • 1976 • 1977 • 1978 • 1979 • 1980 • 1981 • 1982 • 1983 • 1984 • 1985 • 1986 • 1987 • 1988 • 1989 • 1990 • 1991 • 1992 • 1993 • 1994 • 1995 • 1996 • 1997 • 1998 • 1999 • → Див. також: XIX століття • XXI століття |

## Річниці

### Річниці від дня народження
- 21 січня — 115 років від дня народження українського поета, перекладача, журналіста, фейлетоніста, театрально-музичного критика, актора, режисера, громадського діяча Степана Чарнецького (1881—1944).

## Особи

### Народилися
- 11 січня — український військовик, учасник російсько-української війни 2014—2017 Іван Сторчак, нар. у Криволуці на Чортківщині, пом. 2017, загинув від кулі снайпера неподалік Водяного Донецької області
- 27 березня — український футболіст Олексій Клак, нар. у Кременці
- 16 травня — український боксер-любитель Віктор Петров, нар. у Микулинцях на Теребовлянщині
- 2 червня — учасник Євромайдану, Герой України Назарій Войтович, нар. у Травневому на Збаражчині, пом. 2014, загинув у Києві під час подій Євромайдану